# Stanisław Jan Bruczkowski
Stanisław Jan Bruczkowski  herbu Bogoria (zm. po 1637 roku) – scholastyk poznańskiej kapituły katedralnej w 1630 roku (zrezygnował w 1637 roku), kanclerz poznańskiej kapituły katedralnej w 1619 roku, kanonik poznańskiej kapituły katedralnej fundi Dalabuszki w 1617 roku, kanonik kolegiaty w Kurzelowie.